# Paragon fiskalny
Paragon fiskalny – dokument fiskalny z dokonanej sprzedaży, wystawiony dla nabywcy przez kasę rejestrującą.

## Podstawa prawna
Sposób wydawania paragonów fiskalnych w Polsce jest dziś regulowany na gruncie:
1. Ustawy z dnia 11 marca 2004 r. o podatku od towarów i usług (Dz.U. z 2023 r. poz. 1570)
2. Rozporządzenia Ministra Finansów w sprawie kas rejestrujących (Dz.U. z 2021 r. poz. 1625)
3. Rozporządzenie Ministra Rozwoju, Pracy i Technologii w sprawie wymagań technicznych dla kas rejestrujących (Dz.U. z 2021 r. poz. 1759).

## Zawartość paragonu

### Informacje zawarte na paragonie
Zgodnie z Rozporządzeniem Ministra Finansów w sprawie kas rejestrujących paragon fiskalny drukowany przez kasę musi zawierać następujące informacje:
- imię i nazwisko lub nazwę podatnika, adres punktu sprzedaży, a w przypadku sprzedaży prowadzonej w miejscach niestałych – adres siedziby lub miejsca zamieszkania podatnika
- numer identyfikacji podatkowej (NIP) podatnika
- numer kolejny wydruku
- datę oraz godzinę i minutę sprzedaży
- oznaczenie „PARAGON FISKALNY”
- nazwę towaru lub usługi pozwalającą na jednoznaczną ich identyfikację
- cenę jednostkową towaru lub usługi
- ilość i wartość sumaryczną sprzedaży danego towaru lub usługi z oznaczeniem literowym przypisanej stawki podatku
- wartość opustów, obniżek lub narzutów, o ile występują
- wartość sprzedaży brutto i wysokość podatku według poszczególnych stawek podatku z oznaczeniem literowym po uwzględnieniu opustów, obniżek lub narzutów
- wartość sprzedaży zwolnionej od podatku z oznaczeniem literowym
- łączną wysokość podatku
- łączną wartość sprzedaży brutto
- oznaczenie waluty, w której jest zapisywana sprzedaż, przynajmniej przy łącznej wartości sprzedaży brutto
- kolejny numer paragonu fiskalnego
- numer kasy i oznaczenie kasjera – przy więcej niż jednym stanowisku kasowym
- numer identyfikacji podatkowej (NIP) nabywcy – na żądanie nabywcy
- logo fiskalne i numer unikatowy.

### Układ paragonu
Wysokość znaków na paragonie fiskalnym nie może być mniejsza niż 2,50 mm, szerokość taśmy paragonowej nie może być mniejsza niż 28 mm.

## Cechy dodatkowe paragonu
Jeżeli nabywca zażąda zamieszczenia na paragonie swojego NIP-u, a przy tym kwota transakcji nie przekracza kwoty 450 zł lub 100 euro, to można uznać ten paragon za fakturę uproszczoną – mówi o tym por. art. 106e ust. 5 pkt 3 oraz art. 106h ust. 4 ustawy o VAT.
Na podstawie faktury uproszczonej można dokonać odliczenia podatku naliczonego (jeżeli dotyczy zakupów, które dają prawo do takiego odliczenia).

## Paragon elektroniczny (e-paragon)

### Podstawa prawna
Art. 111 ust. 3a pkt 1 ustawy o podatku od towarów i usług określa, iż podatnik ma obowiązek wystawić i wydać nabywcy paragon fiskalny. Nowelizacja z dnia 1 kwietnia 2020 r. wprowadziła możliwość wydawania paragonów w postaci elektronicznej, o ile jest to dokonywane za zgodą nabywcy i przesyłane w sposób z nim uzgodniony.
Pkt 8 tego samego ustępu przygotowuje możliwość zaprzestania wydruku paragonów z urządzenia fiskalnego, a taka możliwość została wprowadzona w rozporządzeniu w sprawie wymagań technicznych dla kas rejestrujących (Dz.U. z 2021 r. poz. 1759). Na podstawie tego rozporządzenia sprzęt fiskalny ma możliwość niedokonywania wydruku oraz wystawienia i wydania nabywcy paragonu wyłącznie w postaci elektronicznej. Ustawodawca przewiduje zatem możliwość całkowitego zaprzestania wystawiania i wydawania paragonów w postaci papierowej.
Należy zwrócić uwagę na otwarty charakter zmiany i dobrowolność dla obu stron transakcji: sprzedawca nie ma obowiązku ich wydawania, a nabywca zawsze ma możliwość otrzymania paragonu papierowego. Otwarty model e-paragonu jest zabiegiem celowym, umożliwiającym przedsiębiorcom wybór optymalnego rozwiązania pod kątem własnych potrzeb.
Możliwość wystawiania e-paragonów zyskali wyłącznie podatnicy, którzy używają urządzeń fiskalnych online (ograniczenie nałożone przez art. 145a ust. 12 ustawy). Ograniczenie wprowadzono, aby zachęcić przedsiębiorców do przechodzenia na sprzęt fiskalny online i w efekcie szybciej dokonać uszczelnienia systemu podatkowego.

### Kwestie techniczne

#### Wystawianie dokumentu
Paragon fiskalny w postaci elektronicznej może wystawić – podobnie jak dokument papierowy – wyłącznie urządzenie fiskalne. W tym celu niezbędna jest homologacja Głównego Urzędu Miar dla każdego urządzenia fiskalnego. Wymóg posiadania tej funkcjonalności przez sprzęt fiskalny nakłada rozporządzenie Ministra Rozwoju, Pracy i Technologii w sprawie wymagań technicznych dla kas rejestrujących (Dz.U. z 2021 r. poz. 1759)

#### Format
Sposób przesyłania e-paragonu został dookreślony w nowelizacji rozporządzenia Ministra Finansów w sprawie kas rejestrujących, która uspójnia treść rozporządzenia ze znowelizowaną ustawą. Zmianie ulega m.in. definicja dokumentu elektronicznego:
dokumencie w postaci elektronicznej – rozumie się przez to utworzony przez kasę on-line zbiór ustrukturyzowanych i uporządkowanych danych z dokumentów fiskalnych i niefiskalnych, zapisywanych w pamięci fiskalnej lub pamięci chronionej, w formacie określonym w protokole komunikacyjnym przesyłania danych w przypadku dokumentów fiskalnych;
Wynika z tego, iż e-paragon musi mieć konkretną strukturę (format), zgodny z formatem wysyłanym do Centralnego Repozytorium Kas. Wysyłka w tym konkretnie formacie jest przyjazna dla komputerów, ale zupełnie nieczytelna dla finalnego odbiorcy e-paragonu, co już na wstępie wymusza istnienie narzędzi pośredniczących w przedstawieniu danych paragonowych kupującemu.

#### Zachowanie prywatności
Urządzenia fiskalne online wysyłają do Centralnego Repozytorium Kas prowadzonego przez Krajową Administrację Skarbową wszystkie dokumenty i rejestr czynności na urządzeniu. Tym niemniej nie trafiają do niego żadne dane, dzięki którym CRK mogłoby zidentyfikować odbiorcę e-paragonu. Wysyłka e-paragonu może odbywać się z użyciem jednorazowych identyfikatorów, które zasłaniają tożsamość kupującego.

#### Sposób dostarczenia
W prasie pojawiały się trzy podstawowe metody dostarczenia e-paragonu: wysyłka na e-mail, wysyłka sms oraz aplikacja mobilna na telefonie. SMS w praktyce nie będzie mógł być wykorzystany wprost ze względu na wymagania co do formatu e-paragonów. Wysyłka na e-mail jest możliwa, jednak kupujący potencjalnie utraci możliwość udowodnienia np. podczas reklamacji, iż dysponuje oryginalnym dowodem zakupu. Paragon przesłany na e-mail można bowiem swobodnie kopiować. Podawanie adresu e-mail/telefonu przy kasie także może rodzić obawy o naruszenie prywatności. Należy zatem oczekiwać pojawienia się innych metod identyfikacji – powiązania z kartą lojalnościową, kartą płatniczą lub innym dyskretnie przekazywanym identyfikatorem kupującego.
Rozwiązaniem może być aplikacja mobilna sprzedawcy (niefiskalne paragony wydaje już dziś w ten sposób np. Lidl), aplikacja mobilna banku lub inna aplikacja przeznaczona do e-paragonów. Należy zwrócić przy tym uwagę, iż sytuacja, w której dokument zostanie wysłany z urządzenia fiskalnego, ale pozostanie pod bezpośrednią kontrolą sprzedającego (np. na zarządzanych przez niego serwerach), może być interpretowana w taki sposób, iż w rzeczywistości nie został spełniony obowiązek przesłania go do kupującego. Co w efekcie implikuje na sytuację w której sprzedawca nie wydaje paragonów po transakcji, a to stanowi sankcjonowane finansowo wykroczenie skarbowe. Ponadto konsument nie ma realnej kontroli nad paragonem, co może ograniczać jego prawa konsumenckie, a także nie możliwości sprawdzenia, czy paragon w ogóle został wydany przez urządzenie fiskalne, co tworzy ryzyko rozszczelnienia systemu podatkowego. Rozwiązaniem byłoby tu wprowadzenie certyfikowanych repozytoriów paragonów elektronicznych, które mogłyby takiej weryfikacji dokonywać w imieniu konsumenta. Mechanizm wydawania e-paragonów za pośrednictwem aplikacji mobilnej może także zapewniać natychmiastową możliwość potwierdzenia przez konsumenta, iż paragon został otrzymany.

### Wdrożenia

#### Kasy rejestrujące
We wrześniu 2019 roku pilotaż e-paragonów rozpoczął Orlen we współpracy z PKO Bankiem Polskim. E-paragony ze stacji PKN Orlen są dostępne w aplikacji IKO wyłącznie dla zakupów zapłaconych kartami debetowymi wydanymi przez PKO Bank Polski i przypisanymi do kont w tym banku.
E-paragony w sprzedaży stacjonarnej i mające moc dokumentu fiskalnego są wydawane od lutego 2021 do zakupów realizowanych za pośrednictwem systemu Spark. Planowane są wdrożenia w LPP, Super-Pharm, Decathlon, Putka i IKEA Retail.

#### Wirtualne kasy fiskalne
Od początku 2021 roku e-paragon jest wydawany z wirtualnych kas fiskalnych (kasy rejestrujące mające postać oprogramowania – aplikacji mobilnej), np. w przewozach realizowanych przez Uber czy Bolt. Pierwsze kasy tego typu zostały dopuszczone przez Główny Urząd Miar w grudniu 2020 roku i były nimi Elzab KW1 (dla Uber) i Novitus SDF-1 (dla innych operatorów usług przewozowych i taksówek).